# Katerjevo nihalo
Katerjevo nihálo [kêterjevo ~] je obrnljivo nihalo, ki ga je skonstruiral in izdelal angleški fizik in stotnik Henry Kater leta 1817 za točno merjenje težnega pospeška. Niha lahko okrog dveh osi, po navadi simetričnih glede na masno središče. Njegova prednost je v tem da ni treba določiti njegovega masnega središča in vztrajnostnega polmera. 
Največ so ga uporabljali v gravimetriji in geodeziji. Za umerjanje aerodinamičnih vplivov so se uporabljale lahke lesene uteži, enakih velikosti, oblik in v istih legah (glede na simetrijo) kot nominalne mase. Uporabljali so se tudi elektronski časovni merilniki. Približno stoletje so pri geografskih meritvah z njim merili krajevni težni pospešek. Meritve Kühnena in Furtwänglerja leta 1906 s Katerjevim nihalom so privzeli za standard svetovne gravitacijske mreže do leta 1968. Merilna negotovost njunih meritev je bila ±3×10−5 m/s2.
S preprostim nitnim nihalom se lahko težni pospešek g meri z dolžino nihala l in nihajnim časom t0. Vendar se v praksi ne da zagotoviti brezmasne niti in velike mase. Poleg tega nihanje uteži ni popolno, saj v skrajni legi nit pupusti. Boljše nihalo za to vrsto meritev je potem sestavljeno nihalo. Vrednost t0 se lahko določi s precejšnjo točnostjo s preprostim časovnim usklajevanjem velikega števila nihajev. Primerljivo točnost za dolžino nihala pa je težje doseči. Pri sestavljenem nihalu je težko oceniti kje je masno središče. Pri Katerjevem nihalu se lahko razdaljo med jezičkoma l izmeri zelo točno. S 100 ali več nihaji se lahko nihajni čas določi točno do nekaj milisekund in načeloma težni pospešek točno na več kot 0,2 %. Za Katerjevo nihalo velja:
{\displaystyle {\frac {8\pi ^{2}}{g}}={\frac {t_{1}^{2}+t_{2}^{2}}{l_{1}+l_{2}}}+{\frac {t_{1}^{2}-t_{2}^{2}}{l_{1}-l_{2}}}\!\,,}
kjer sta l1 in l2 razdalji jezičkov do masnega središča. Ko sta nihajna časa t1 in t2 enaka (pri simetričnem nihalu sta enaki tudi razdalji jezičkov), je drugi člen enak 0, tako da je nihajni čas t0 = t1 = t2 kar enak nihajnemu času nitnega nihala:
{\displaystyle t_{0}=2\pi {\sqrt {\frac {l_{1}+l_{2}}{g}}}=2\pi {\sqrt {\frac {2i_{0}}{g}}}\!\,,}
kjer je i0 vztrajnostni polmer okrog vzporedne osi skozi masno središče.